# Peulingen
Peulingen ist ein Ortsteil der Ortschaft Groß Schwechten der Hansestadt Stendal im Landkreis Stendal in Sachsen-Anhalt, (Deutschland).

## Geographie

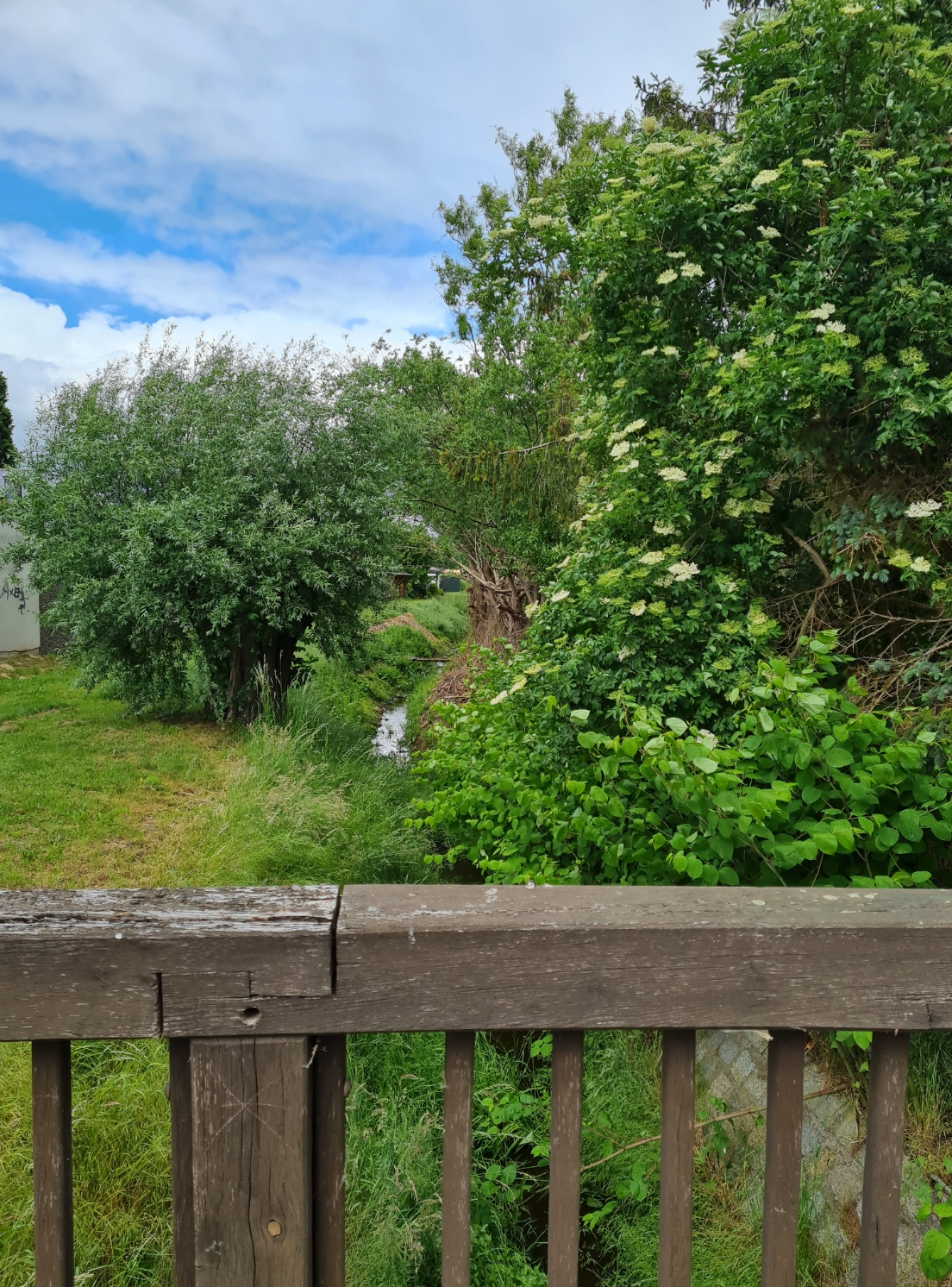
Burggraben in Peulingen

Peulingen, ein kurzes Straßendorf mit Kirche, liegt 3½ Kilometer südlich von Groß Schwechten und 6½ Kilometer nordwestlich von Stendal in der Altmark. Durch das Dorf strömt der Burggraben nach Norden in den Speckgraben, der südlich der Krepe in die Uchte mündet.

## Geschichte

### Mittelalter bis Neuzeit
Der Ort wurde von Thüringern schon um das Jahr 300 gegründet.
Im Jahre 1204 trat ein Rodegerus de Pivlinge in einer in Arneburg ausgestellten Urkunde als Zeuge auf. Im Jahre 1212 wurde ein Rudingerus de Piulingen als Zeuge genannt.
Die erste Erwähnung des Dorfes Peulingen erfolgte im Jahre 1319 als in villa Peweling, als Markgraf Waldemar eine Schenkung der Kirche bestätigte. Im Landbuch der Mark Brandenburg von 1375 wird das Dorf als Puwelinghe aufgeführt. Weitere Nennungen sind 1608 Puwelingk, 1687 Puelingen, 1775 Beulingen oder Pugling und schließlich 1804 Peulingen.
1365 stiftete der Peulinger Pfarrer Heinrich von Pasewalk das kleine Hospital zum Heiligen Geist in Stendal. Die ritterliche Familie von Piewerling (Vivlinge, Piwerlingh) hat sich nach dem Ort benannt.

### Herkunft des Ortsnamens
Der Name ist deutschen Ursprungs. Friedrich Hoßfeld meint, die nordschwäbische Endung in den Namensnennungen 1212 piulingen, 1319 peweling, 1377 peuwelingen, 1472 puwelingen lässt keine befriedigende Deutung zu.

### Vorgeschichte
Klaus Schwarz berichtete 1949: „Am Rande der Kiesgrube östlich von Peulingen kamen in den Jahren 1937 bis 1946 fünf früheisenzeitliche Brandgräber mit Gürtelhaken, Segelohrringen, blauen Glasperlen und Tonware zum Vorschein. Der Schachtbetrieb erforderte 1947 eine Untersuchung des Grubenrandes.“ Dabei wurde ein beschädigtes Grab aufgefunden, das Bruchstücke einer Vase enthielt.

### Eingemeindungen
Ursprünglich gehörte das Dorf zum Stendalschen Kreis der Mark Brandenburg in der Altmark. Zwischen 1807 und 1813 lag es im Landkanton Stendal auf dem Territorium des napoleonischen Königreichs Westphalen. Nach weiteren Änderungen gehörte die Gemeinde ab 1816 zum Kreis Stendal, dem späteren Landkreis Stendal.
Am 25. Juli 1952 wurde die Gemeinde Peulingen in den neuen Kreis Stendal umgegliedert. Am 1. Oktober 1973 wurde die Gemeinde Peulingen in die Gemeinde Groß Schwechten eingemeindet.
Mit der Eingemeindung von Groß Schwechten am 1. Januar 2010 nach Stendal kam der Ortsteil Peulingen zur neu errichteten Ortschaft Groß Schwechten und als Ortsteil zur Hansestadt Stendal.

### Einwohnerentwicklung
| Jahr | Einwohner |
| ---- | --------- |
| 1734 | 97        |
| 1772 | 95        |
| 1790 | 90        |
| 1798 | 88        |
| 1801 | 95        |
| 1818 | 94        |
| 1840 | 92        |

| Jahr | Einwohner |
| ---- | --------- |
| 1864 | 95        |
| 1871 | 88        |
| 1885 | 90        |
| 1892 | [00]86    |
| 1895 | 93        |
| 1900 | [00]74    |
| 1905 | 78        |

| Jahr | Einwohner |
| ---- | --------- |
| 1910 | [00]074   |
| 1925 | 100       |
| 1939 | 096       |
| 1946 | 153       |
| 1964 | 109       |
| 1971 | 110       |
| 2013 | [00]099   |

| Jahr | Einwohner |
| ---- | --------- |
| 2014 | [00]098   |
| 2018 | [00]096   |
| 2019 | [00]097   |
| 2021 | [00]113   |
| 2022 | [00]113   |
| 2023 | [0]113    |

Quelle, wenn nicht angegeben, bis 1971:

## Religion
Die evangelische Kirchengemeinde Peulingen, die früher zur Pfarrei Neuendorf am Speck bei Stendal gehörte, wird betreut vom Pfarrbereich Stendal, St. Jacobi im Kirchenkreis Stendal im Bischofssprengel Magdeburg der Evangelischen Kirche in Mitteldeutschland.
Die ältesten überlieferten Kirchenbucheinträge für Peulingen stammen aus dem Jahre 1825. Frühere Einträge finden sich bei Neuendorf am Speck.
Die katholischen Christen gehören zur Pfarrei St. Anna in Stendal im Dekanat Stendal im Bistum Magdeburg.

## Kultur und Sehenswürdigkeiten

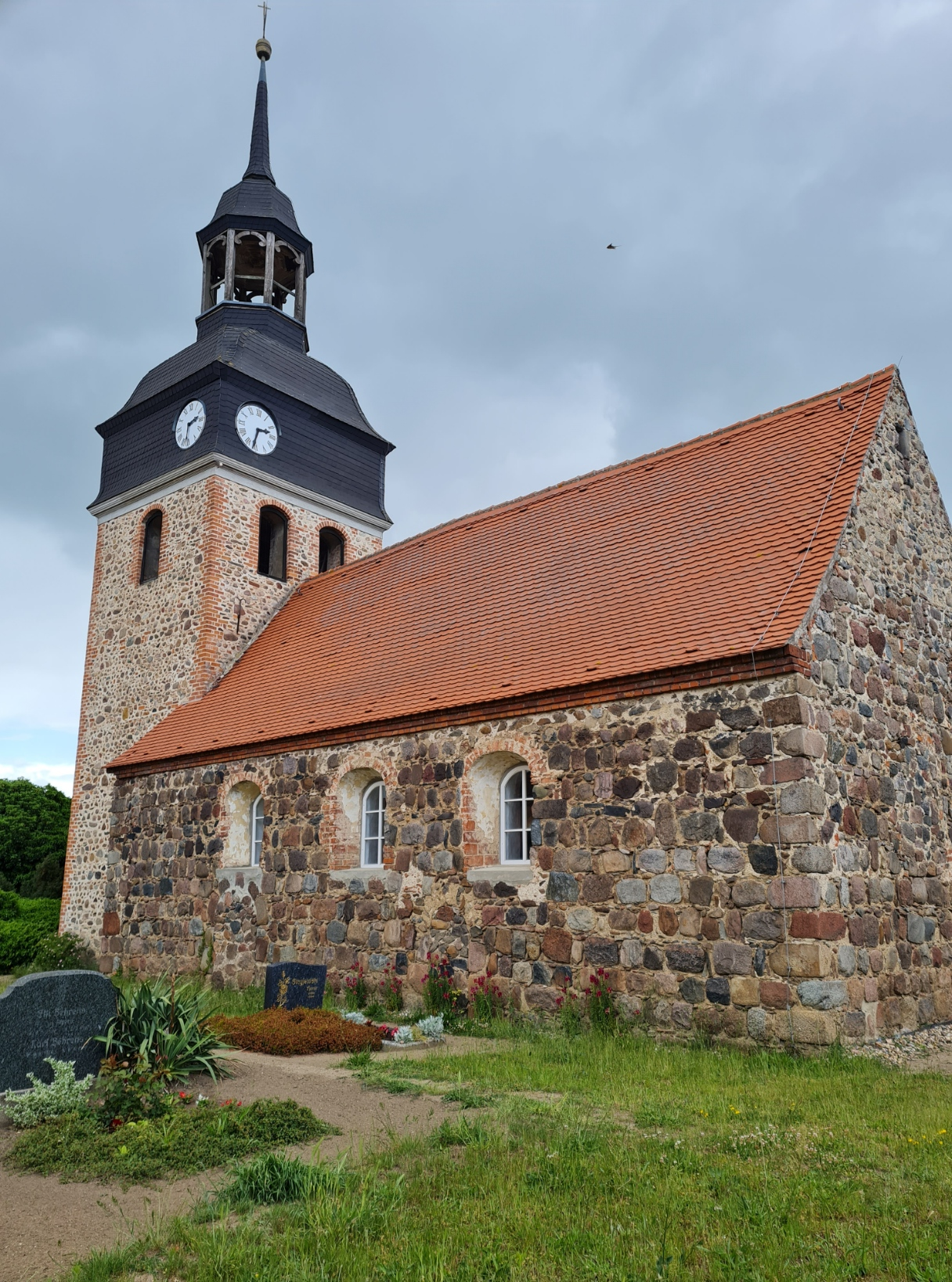
Dorfkirche Peulingen

- Die evangelische Dorfkirche Peulingen, ein im Kern romanischer Feldsteinbau aus dem 13. Jahrhundert, wurde im 18. Jahrhundert um einen Turm erweitert, der eine Welsche Haube mit achteckiger Laterne trägt.[27] Die Haube brannte infolge eines Blitzeinschlages 1914 ab und wurde im gleichen Jahr wieder aufgebaut.[28] Das Metall der alten beim Brand geschmolzenen drei Glocken wurde zum Guss der neuen Glocken wiederverwendet. Die größte Glocke von 1583 war von Hans Olemann in Magdeburg gegossen worden.[15]
- Der Ortsfriedhof ist auf dem Kirchhof.
- Alljährlich findet im Ort ein Lindenfest statt.[5]